# La Cèze et ses gorges
La Cèze et ses gorges este o arie protejată (sit de importanță comunitară — SCI) din Franța întinsă pe o suprafață de 3.550 ha, integral pe uscat.

## Localizare
Centrul sitului La Cèze et ses gorges este situat la coordonatele 44°15′40″N 4°23′22″E / 44.26111°N 4.38944°E.

## Înființare
Situl La Cèze et ses gorges a fost declarat arie specială de conservare în baza directivei 92/43 din 1992 referitoare la conservarea habitatelor naturale și a faunei și florei sălbatice pentru a proteja 22 de specii de animale.

## Biodiversitate
Situată în ecoregiunea mediteraneană, aria protejată conține 13 habitate naturale: Grohotișuri termofile și vest-mediteraneene, Pante stâncoase calcaroase cu vegetație casmofită, Păduri de Quercus ilex și Quercus rotundifolia, Formațiuni stabile xerotermofile de Buxus sempervirens pe pante stâncoase (Berberidion p.p.), Galerii de Salix alba și de Populus alba, Râuri mediteraneene cu debit permanent și vegetație de Glaucium flavum, Ape puternic oligomezotrofe cu vegetație bentonică cu Chara spp., Iazuri temporare mediteraneene, Râuri mediteraneene cu debit permanent cu specii de Paspalo-Agrostidion și galerii riverane de Salix și de Populus alba, Matorral arborescenți cu Juniperus spp., Pseudostepă cu ierburi și specii anuale de Thero-Brachypodietea, Peșteri inaccesibile publicului, Păduri aluvionare cu Alnus glutinosa și Fraxinus excelsior (Alno-Padion, Alnion incanae, Salicion albae).
La baza desemnării sitului se află mai multe specii protejate:
- mamifere (12): liliac cârn (Barbastella barbastellus), castor (Castor fiber), vidră de râu (Lutra lutra), liliac cu aripi lungi (Miniopterus schreibersii), liliac cu urechi mari (Myotis bechsteinii), liliac cu urechi de șoarece (Myotis blythii), liliac cu picioare lungi (Myotis capaccinii), liliac cărămiziu (Myotis emarginatus), liliac comun (Myotis myotis), liliacul mediteranean cu potcoavă (Rhinolophus euryale), liliacul mare cu potcoavă (Rhinolophus ferrumequinum), liliacul mic cu potcoavă (Rhinolophus hipposideros)
- nevertebrate (3): Gomphus graslinii, Macromia splendens, Oxygastra curtisii
- pești (7): Alosa fallax, Barbus meridionalis, zglăvoacă (Cottus gobio), cicar (Lampetra planeri), Parachondrostoma toxostoma, clean dungat (Telestes souffia), Zingel asper